# Транслаг
Автотранспортний ВТТ Дальбуду (рос. Автотранспортный ИТЛ Дальстроя, Транслаг, Транспортное ЛО, ИТЛ Автотранспорта, Автотранспортный ИТЛ УСВИТЛа) — табірний підрозділ, що діяв в структурі Дальбуду.

## Історія
Транслаг був організований в 1951 році як Автотранспортне табірне відділення, того ж року перетворений на виправно-трудовий табір. Управління Транслагу розміщувалося в селищі Мякіт, Магаданська область. В оперативному командуванні воно підпорядковувалося спочатку Головному управлінню виправно-трудових таборів Дальбуду, а пізніше Управлінню північно-східних виправно-трудових таборів Міністерства юстиції СРСР (УСВИТЛ МЮ) (пізніше УСВИТЛ переданий у систему Міністерства внутрішніх справ).
Основним видом виробничої діяльності ув'язнених було обслуговування автомобільної та гірничої техніки Дальбуду.
Транслаг припинив своє існування в 1954 році.

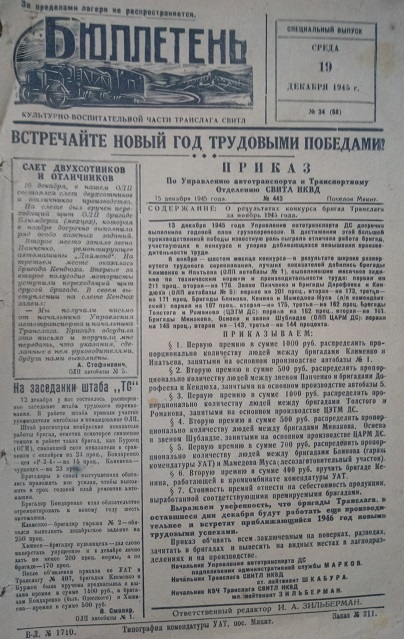

Згідно з чинними документами, а саме "Бюлетень" ТРАНСЛАГА, який випускався і розповсюджувався виключно на території табору, датованого 1945 роком, постає питання щодо створення табору в 1951 році. Як мінімум у 1945 році він вже існував. 

## Чисельність ув'язнених
- 22.5.1951 — 4316,
- 1.9.1951 — 5927,
- 1.5.1952 — 6265,
- 1.8.1953 — 3643,
- 2.2.1954 — 4433.